# Orden der Eichenkrone

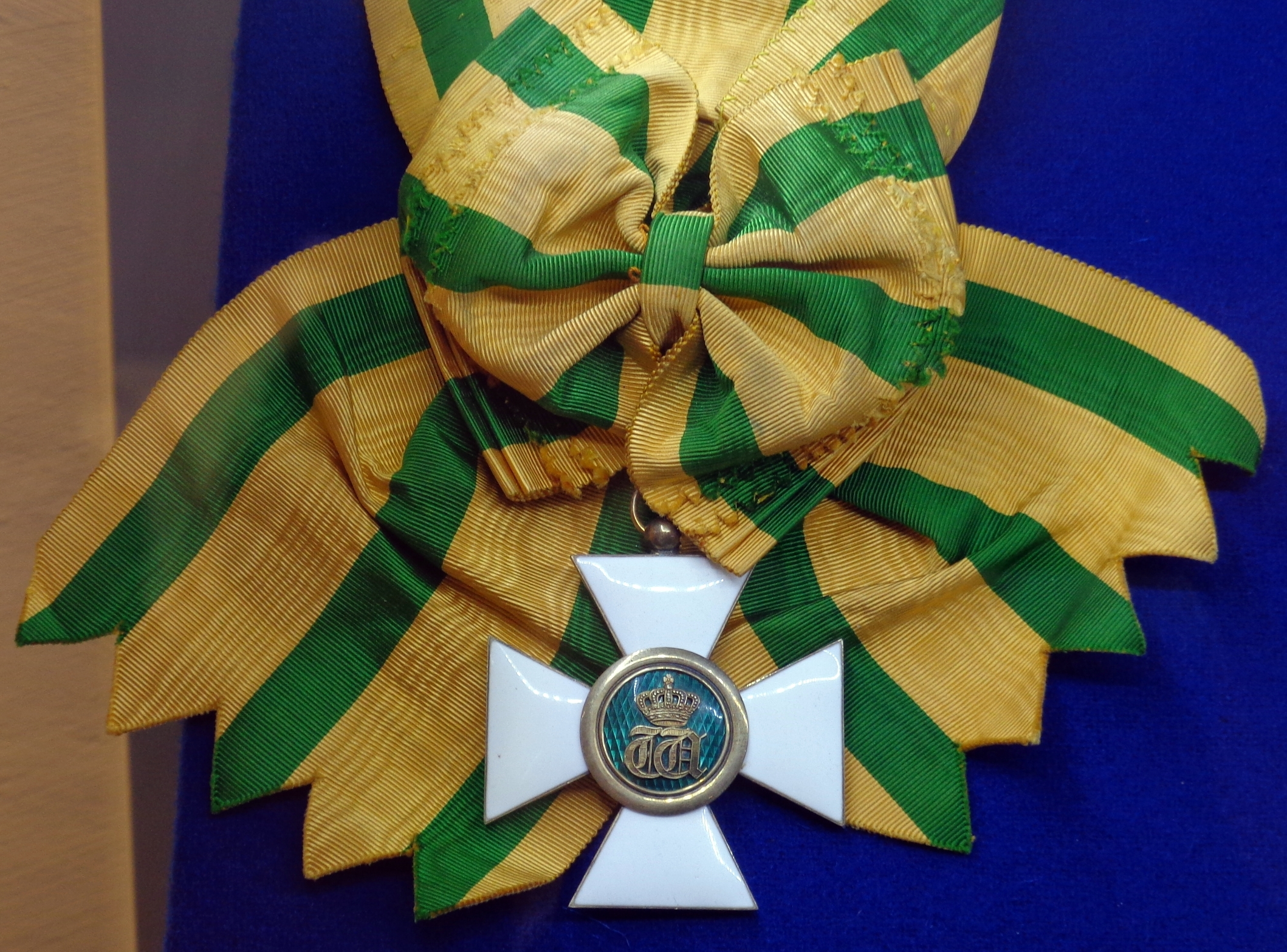
Großkreuz

Der Orden der Eichenkrone (französisch Ordre de la couronne de chêne) wurde am 29. Dezember 1841 durch Wilhelm II., Großherzog von Luxemburg und in Personalunion König der Niederlande, gestiftet. Nach dem Hausorden vom Goldenen Löwen ist er der zweithöchste Ritterorden Luxemburgs. Er wird für zivile und Militärverdienste an luxemburgische Untertanen und Ausländer verliehen.

## Ordensklassen

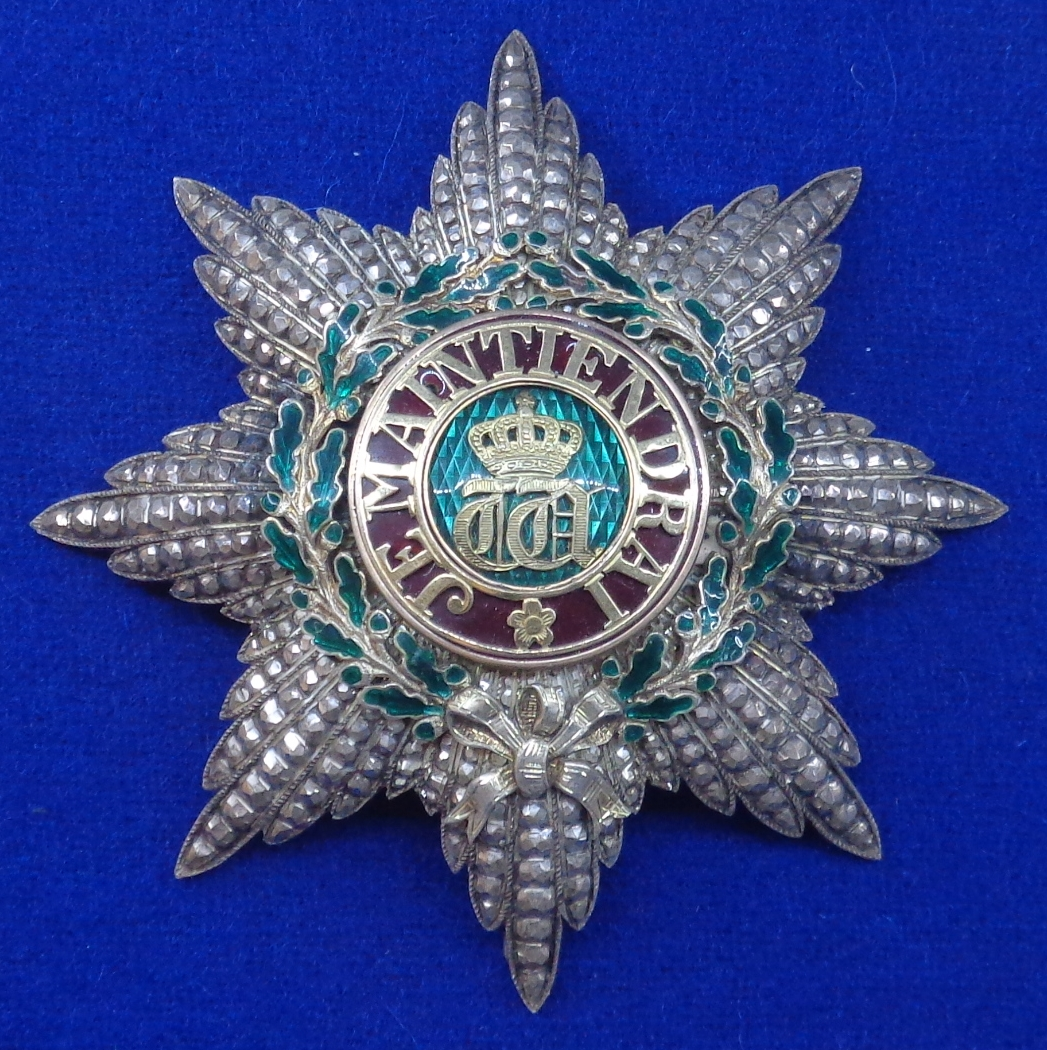
Stern zum Großkreuz

Ursprünglich wurde der Orden in vier Klassen gestiftet und am 5. Februar 1858 um eine weitere Klasse sowie eine Verdienstmedaille in drei Stufen ergänzt:
- Großkreuz
- Großoffizier (bis 1858 Ritter mit dem Stern)
- Kommandeur
- Offizier (seit 1858)
- Ritter
- Verdienstmedaille
  -  Gold
  -  Silber
  -  Bronze

## Ordensdekoration
Das Ordenszeichen ist ein weißemailliertes goldenes Tatzenkreuz. Mittig im grünemaillierten Medaillon, das von einem breiten goldenen Reif umschlossen ist, die von einer Krone überragte Initiale W (Wilhelm). Rückseitig ist das gleiche Medaillon zu sehen.
Das Offizierskreuz trägt zusätzlich einen unter den Kreuzarmen verlaufenden goldenen Eichenkranz.
Der Bruststern der ersten beiden Klassen war bis 1858 ein Malteserkreuz, auf dem das bereits oben beschriebene Medaillon aufliegt. Umschlossen von einem rot emaillierten Reif mit der goldenen Inschrift JE MAINTIENDRAI (Ich werde erhalten), dem Wahlspruch des Hauses Nassau-Oranien und umgeben von einem unten zusammengebundenen dichten Eichenkranz. Seit 1858 ist die Dekoration des Großkreuzes aus einem achtstrahligen Bruststern gebildet.
Die aus Bronze gefertigte Verdienstmedaille ist achteckig und in den entsprechenden Stufen vergoldet bzw. versilbert. Sie zeigt das oben beschriebene Kreuz des Ordens. Rückseitig ist ein unten zusammengebundener Eichenkranz zu sehen.
Beim Ableben des Inhabers und bei Verleihung einer höheren Klasse sind die Insignien des Ordens rückgabepflichtig.

## Ordensband und Trageweise
Das Großkreuz wird mit einer Schärpe von der rechten Schulter zur linken Hüfte sowie einem silber vergoldeten Bruststern getragen. Großoffiziere und Kommandeure tragen die Auszeichnung als Halsorden, Großoffiziere zusätzlich mit einem Bruststern. Offizier, Ritter und Träger der Verdienstmedaille dekorieren das Ordenszeichen am Band auf der linken Brustseite, wobei auf dem Offiziersband noch eine Rosette angebracht ist.
Das Ordensband ist orangegelb mit einem dunkelgrünen Mittel- und zwei Seitenstreifen.